# جانگ گیو ری
جانگ گیو ری (کره‌ای: 장규리؛ زادهٔ ۲۷ دسامبر ۱۹۹۷) بازیگر و خواننده اهل کره جنوبی است.